# La Salvetat-Peyralès
La Salvetat-Peyralès är en kommun i departementet Aveyron i regionen Occitanien i södra Frankrike. Kommunen ligger  i kantonen La Salvetat-Peyralès som ligger i arrondissementet Rodez. År 2022 hade La Salvetat-Peyralès 1 001 invånare.

## Befolkningsutveckling
Antalet invånare i kommunen La Salvetat-Peyralès
Referens: INSEE